# Religion en Égypte
Cet article concerne la religion dans l'Égypte actuelle. Pour la religion dans l'Égypte antique, voir Religion de l'Égypte antique.

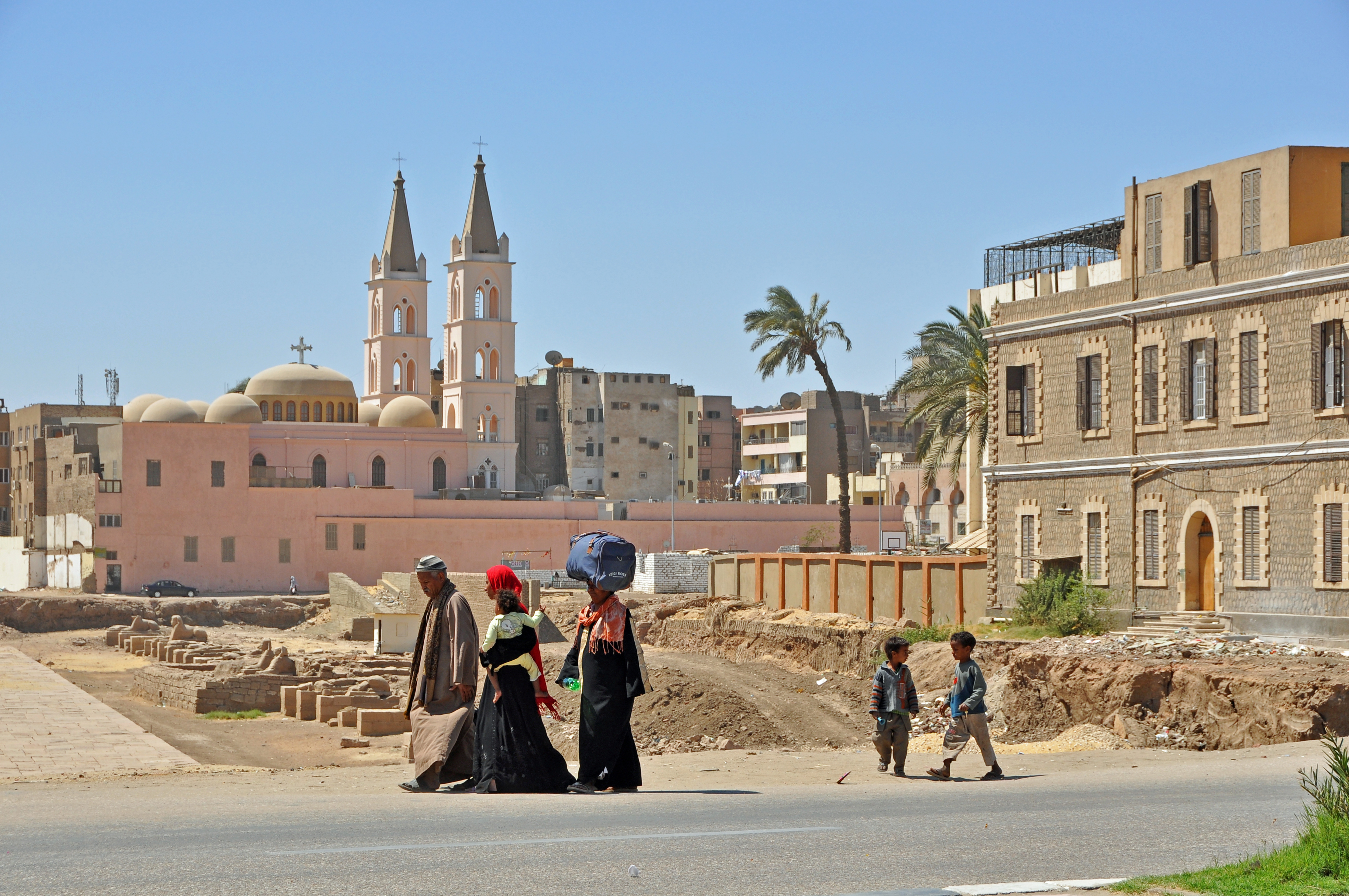
Scène de rue à Louxor

La religion en Égypte imprègne de nombreux aspects de la vie sociale. Elle est encadrée par la loi : la religion d'État est l'islam, et le droit à la liberté de religion est inscrit dans la Constitution égyptienne de 2007 sur le site de l'Organisme général de l'information. Les musulmans représentent environ 90 % de la population. La plus grande part d'entre eux sont sunnites. La plupart des non-musulmans en Égypte sont chrétiens, dont la majorité appartiennent à l'Église copte orthodoxe. Le gouvernement égyptien reconnaît officiellement trois religions, l'islam, le christianisme et le judaïsme.

## Islam

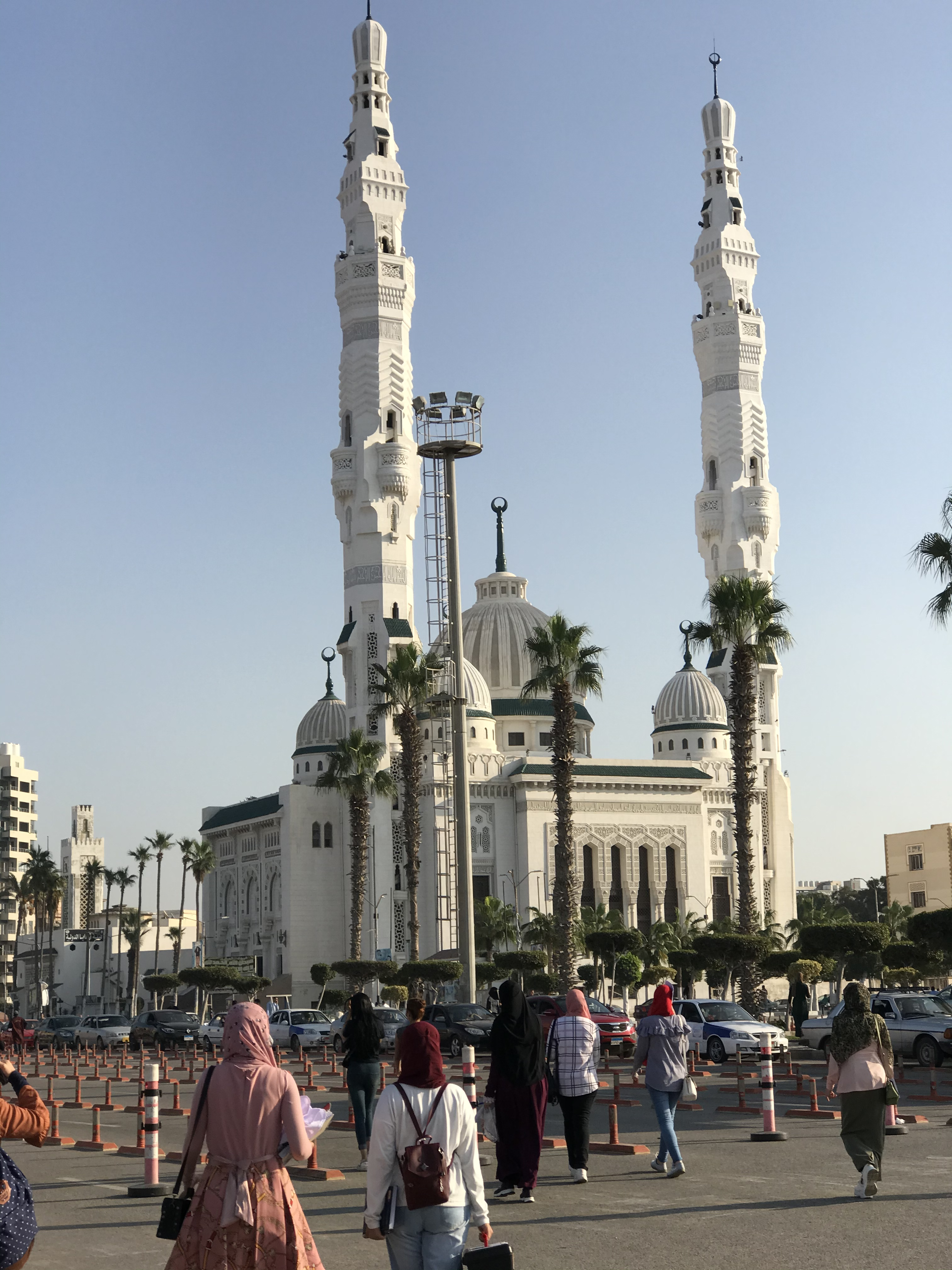
Grande mosquée de Port-Fouad.

L'islam est la religion officielle de l'Etat égyptien. L'islam sunnite est la religion de la très grande majorité de la population. Le gouvernement exerce un contrôle étroit sur le contenu des prêches des mosquées et sur l'enseignement des écoles coraniques. Il fixe l'orthodoxie en interdisant les pratiques islamiques incompatibles avec son interprétation de la charia[réf. nécessaire].
Le soufisme a historiquement un poids important. Il connaît un renouveau dans les classes supérieures avec certaines formes de syncrétisme adaptant à l'islam des pratiques de méditation New Age. Ce renouveau se fait entre autres à la suite de l'enseignement du maître soufi Muhammad Said al-Jamal ar-Rifa'i .
La minorité chiite, qui comprendrait entre 700 000 et 2 000 000 fidèles, subit de nombreuses persécutions, notamment depuis la guerre Iran-Irak.
Il y a aussi de petits groupes de baha'ie et d'Ahmadis, groupes religieux dissidents de l'islam. Les Baha'is sont es plus nombreux, avec  500 à 2 000 adeptes. Ils font également l'objet de discriminations[réf. nécessaire].

## Christianisme
Première minorité religieuse, les chrétiens compteraient pour environ 10 % de la population de l'Égypte, la majorité appartenant à l'Église copte orthodoxe. Cette Eglise autocéphale est l'une des plus anciennes communautés chrétiennes, elle descend directement de l'Eglise fondée par Marc.
L'Etat reconnaît le christianisme et a adopté des dispositions spéciales pour ce culte. Le parlement égyptien a notamment adopté le 30 août 2016 une loi régulant la construction et la restauration des Eglises. Celle-ci facilite leur construction par rapport au décret draconien en vigueur depuis 1934.
La part des chrétiens dans le pays est très discutée, et est sources à débats. Certains grands religieux liés à l'Université Islamique Al- Azar évoquent environ 1,5 % à 2 % de Chrétiens de toutes tendances dans le pays (dont les Coptes), tandis que certains hauts dirigeants du Clergé Chrétien Copte évoquent entre 15 et 25 % de Chrétiens Coptes, et 25 % de Chrétiens dans le pays. Les salafistes (musulmans) quant à eux, parlent de moins 0,5 % de Chrétiens dans le pays, un chiffre si bas qu'il est considéré comme « ridicule » par tous les autres groupes religieux, dont les musulmans sunnites[réf. nécessaire].

## Judaïsme
Les Juifs sont présents en Égypte depuis l'Antiquité. Une partie des événements de la Bible se déroule en Égypte. Les conquérants arabes ont été plutôt bien accueillis par les juifs d'Egypte et une cohabitation pacifique entre l'islam et le judaïsme s'est instauré pendant plusieurs siècles. En revanche, la guerre israélo-arabe de 1948, se soldant par la défaite de l'armée égyptienne, entraîne de nombreux pogroms et l'émigration massive des juifs d'Égypte. Le nombre de Juifs résidant en Égypte de manière permanente s'élève à trois en 2023.

## Liberté de conscience
Le droit à la liberté de culte s'est considérablement dégradé depuis la chute du roi Farouk d'Égypte et en particulier après l'arrivée au pouvoir d'Anouar El-Sadate. La réciprocité religieuse est inexistante car un non-musulman a bel et bien le droit de se convertir à l'islam mais inversement l'apostasie est officiellement condamnée à la peine capitale même s'il n'y a néanmoins jamais eu d’exécution connue à ce jour. L'affaire Mohammed Hegazy, un Égyptien d'origine musulmane né en 1982 et converti en 1998 à la religion chrétienne fait régulièrement scandale dans les médias pour avoir à de nombreuses reprises réclamé le droit à voir son changement de religion reconnu sur ses papiers d'identité (de manière plus ou moins similaire à l'affaire Lina Joy en Malaisie).

### Athéisme
L'athéisme est durement réprimé, et peut conduire à la perte de la garde des enfants, ou à plusieurs années de prison.
Après la révolution de 2011, les salafistes et les conservateurs s'allient pour contrer les projets d'extension des libertés (athéisme, féminisme, droits LGBT, tolérance des autres religions que l'islam, etc.), assimilées à des « concepts occidentaux ». En 2012, le président Mohamed Morsi, pro-Frères musulmans, est élu, et des mouvements de défense des droits de l'homme sont attaqués par les islamistes, lesquels souhaitent lutter contre les laïcs et les athées. Des plaintes pour « diffamation envers les religions » visent ainsi des athées, des chrétiens, des musulmans non sunnites, ainsi que des artistes et des personnalités politiques. Après le coup d'État militaire de 2013, et malgré l'espérance initiale de militants athées que le nouveau régime serait moins complaisant avec l'islamisme, une campagne est lancée contre eux par des médias proches du gouvernement et des religieux.

## Autres cultes
- Hindouisme en Égypte (<3 000)